# Xanthoparmelia coreana
Xanthoparmelia coreana är en lavart som först beskrevs av Gyeln., och fick sitt nu gällande namn av Hale. Xanthoparmelia coreana ingår i släktet Xanthoparmelia och familjen Parmeliaceae.   Inga underarter finns listade i Catalogue of Life.